# Kebonduren
Kebonduren is een bestuurslaag in het regentschap Blitar van de provincie Oost-Java, Indonesië. Kebonduren telt 8790 inwoners (volkstelling 2010).